# 第39回全国高等学校ラグビーフットボール大会
第39回全国高等学校ラグビーフットボール大会は、1960年1月1日から1月9日まで西宮球技場で行われた全国高等学校ラグビーフットボール大会である。優勝校は、東京都代表の保善高校。出場32校。

## 日程
- 1月1日 1回戦
- 1月3日 2回戦
- 1月5日 準々決勝
- 1月7日 準決勝
- 1月9日 決勝

## 出場校
- 北北海道 北見北斗 （6年連続10回目）
- 南北海道 北海 （6年ぶり4回目）
- 東奥羽 盛岡工（岩手県） （10年連続10回目）
- 西奥羽 秋田市立（秋田県） （7年ぶり2回目）
- 南東北 平工（福島県） （2年ぶり2回目）
- 東関東 水戸農（茨城県） （4年連続5回目）
- 北関東 浦和（埼玉県） （初出場）
- 南関東 甲府工（山梨県） （3年ぶり2回目）
- 東京第1 保善 （7年連続11回目）
- 東京第2 日比谷 （初出場）
- 神奈川 慶應 （8年連続18回目）
- 北陸 富山工（富山県） （初出場）
- 東中部 沼津商（静岡県） （2年連続2回目）
- 愛知 西陵商 （4年連続4回目）
- 三岐 岐阜工（岐阜県）（初出場）
- 京滋 洛北（京都府） （2年連続3回目）

- 大阪第1 興國商 （初出場）
- 大阪第2 四条畷 （3年連続5回目）
- 兵庫 村野工 （6年ぶり6回目）
- 奈良 天理 （5年連続17回目）
- 和歌山 向陽 （3年ぶり3回目）
- 東中国 尾道商（広島県） （3年連続3回目）
- 西中国 山口水産（山口県）（2年連続3回目）
- 北四国 新田（愛媛県） （3年連続4回目）
- 南四国 城東（徳島県）（4年連続4回目）
- 福岡第1 修猷館 （2年ぶり7回目）
- 福岡第2 福岡 （2年連続22回目）
- 西九州 龍谷（佐賀県） （3年ぶり2回目）
- 熊本 熊本工 （9年連続10回目）
- 大分 大分舞鶴 （2年連続3回目）
- 南九州 南郷園芸（宮崎県） （初出場）
- 前年度優勝校:秋田工（秋田県） （14年連続26回目）

## 試合時間
全試合25分ハーフ。同点の場合は抽選にて次回進出校を決める。

## 試合

### 1回戦
- 秋田市立 8 - 6 洛北
- 四条畷 11 - 3 浦和
- 山口水産 8 - 0 富山工
- 北海 9 - 6 大分舞鶴
- 沼津商 10 - 0 龍谷
- 日比谷 21 - 0 南郷園芸
- 北見北斗 29 - 0 尾道商
- 福岡 8 - 6 水戸農

- 秋田工 20 - 0 興國商
- 新田 20 - 0 岐阜工
- 熊本工 9 - 3 平工
- 慶應 26 - 0 修猷館
- 西陵商 6 - 0 城東
- 保善 31 - 0 天理
- 盛岡工 5 - 3 村野工
- 甲府工 18 - 0 向陽

### 2回戦
- 四条畷 3 - 0 秋田市立
- 北海 9 - 0 山口水産
- 日比谷 9 - 3 沼津商
- 北見北斗 11 - 3 福岡

- 秋田工 9 - 0 新田
- 慶應 19 - 5 熊本工
- 保善 9 - 3 西陵商
- 盛岡工 15 - 3 甲府工

### 準々決勝
- 四条畷 22 - 0 北海
- 北見北斗 21 - 5 日比谷

- 秋田工 8 - 0 慶應
- 保善 6 - 0 盛岡工

### 準決勝
- 北見北斗 15 - 0 四条畷
- 保善 6 - 3 秋田工

### 決勝
- 保善（2年ぶり2回目） 9 - 0 北見北斗